# Glacera d'Aletsch
La Glacera Aletsch (en alemany: Aletschgletscher) o Gran Glacera Aletsch (en alemany:Grosser Aletschgletscher) és la glacera més gran dels Alps. Té una longitud d'uns 23 km i cobreix més de 120 quilòmetres quadrats a la zona oriental dels Alps bernesos a Suïssa al cantó de Valais. La glacera Aletsch es compon de tres petits glaceres que convergeixen a Konkordiaplatz, on el seu gruix s'estima en prop d'1 km. A continuació, continua cap a la vall del Roine abans fent néixer el riu Massa.
La glacera Aletsch és una de les més impressionants dels Alps suïssos, tota la zona, incloent les altres glaceres va ser declarades Patrimoni de la Humanitat per la UNESCO el 2001.

## Geografia
La glacera d'Aletsch és una de les moltes glaceres que es troba entre els cantons de Berna i Valais en els Alps bernesos, situats a l'est de la Gemmi Passi. Tota la zona és considerada com la major àrea de glaceres a l'oest d'Euràsia. Les glaceres Fiesch i AAR situats a l'est són de dimensions semblants.
Tots els cims més alts dels Alps Bernesos es troben dins de la conca de drenatge de la glacera, excepte el Finsteraarhorn. El Jungfrau i el Mönch en constitueixen el límit nord, el Gross Fiescherhorn i el Gross Wannenhorn es troben en el seu costat est, finalment, el sostre, el Aletschhorn de (4.195 metres) es troba al seu costat oest.
Abans d'assolir el flux màxim, tres petites glaceres convergeixen a la plaça de la Concordia (en alemany:Konkordiaplatz): 
- Des de l'oest els fluxes del Gran Aletschfirn, que corre al llarg del peu nord del Aletschhorn i el Dreieckhorn. El Aletschfirn es rep del nord per tres notables neus Firns: la Ebnefluhfirn, la Gletscherhornfirn, i la Kranzberfirn. Totes aquestes firns tenen els seus punts de partida al voltant de 3.800 m. Des del Ebnefluhfirns a la Konkordiaplatz, el Aletschfirn té 9 km de llarg i és, de mitjana al voltant d'1,5 km d'ample. Des de l'oest, el Aletschfirn sorgeix des de 3.173 m d'altitud, el Lötschenlücke, que connecta amb el Langgletscher i, a continuació, a la vall de Lötschental.

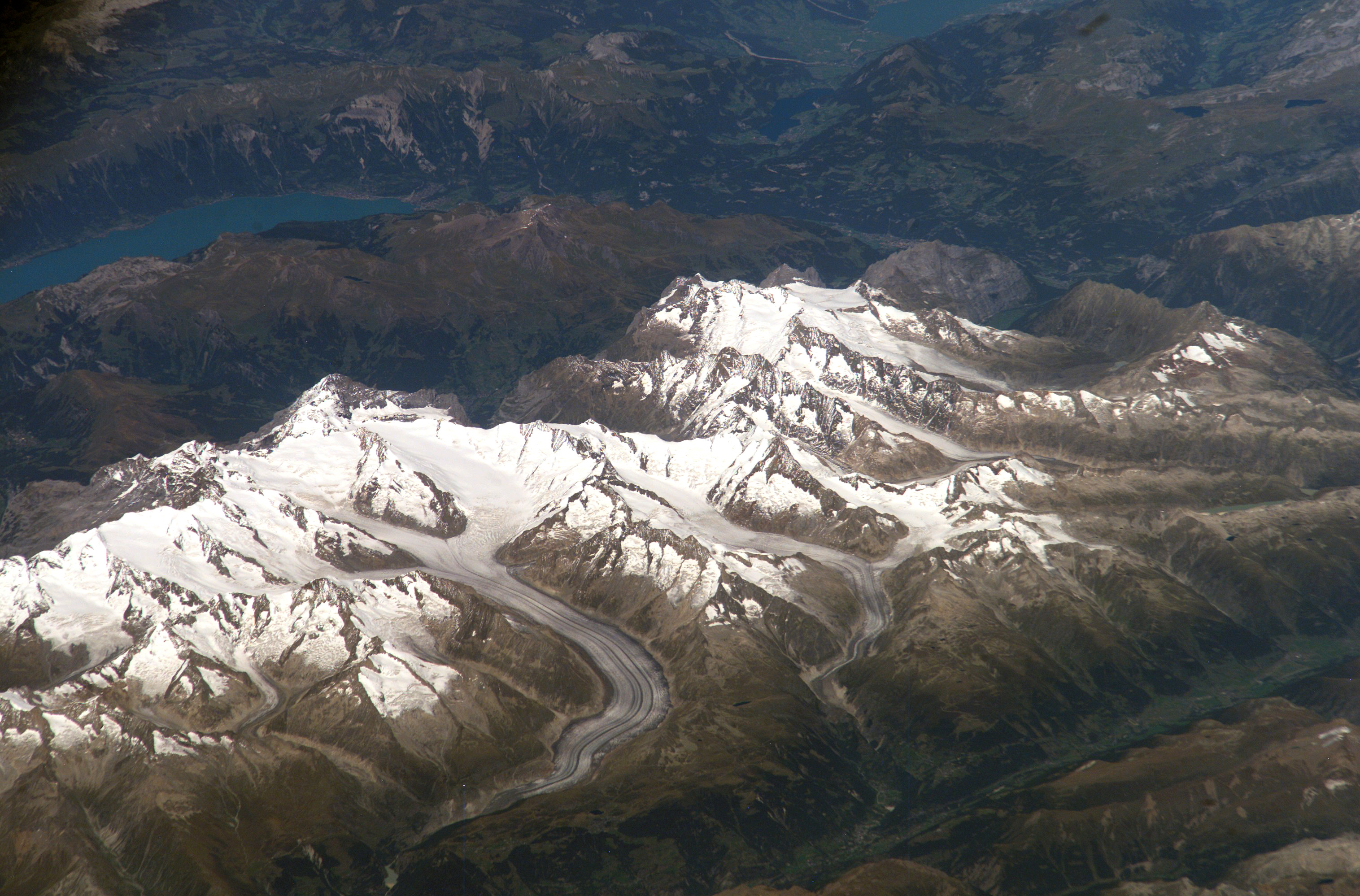
La zona de l'Aletsch des de l'espai

- Des del nord-oest els fluxos dels corrents de la Jungfraufirn. Aquesta Firn de fet representa la continuació de la recta de la glacera d'Aletsch, però, és la menor dels tres glaceres tributàries. Té el seu origen en el flanc sud de la Mönch,en el Jungfraujoch i en el flanc oriental de la regió de Jungfrau. Fins a la Konkordiaplatz, el Jungfraufirn recorre 7 km de llarg, i torna a la falda del Kranzberg a l'oest i el Trugberg a l'est. En el seu punt més gran, és de 2 km d'ample, i en el menor continua sent d'1 km d'ample.

- Des de la boca nord els fluxes de la Ewigschneefeld (camp de neu eterna), on té el seu punt de partida el flanc oriental de la Mönchs. En un colze, en els flancs de Trugberg a l'oest i el Gross Fiescherhorn i Grünhorn a l'est, flueixen cap a la Konkordiaplatz. Fins aquí, és al voltant de 8 km de llarg i una mitjana d'aproximadament 1,2 km d'amplada. La desembocadura a la Konkordplatz que segueix amb un descens del 25 al 30 per cent; en aquest cas, la glacera està fortament dividida. Contra el nord hi ha la Ewigschneefeld que és el pas més cobert de neu de la Baixa Mönchsjochs (3.529 m d'altitud), connectat amb la zona de captació de la glacera de la Baixa Grindelwald. A través de la Mönchsjoch Superior (3.627 m d'altitud) entre el Mönch i el Trugberg entre en connexió amb la Jungfraufirn.

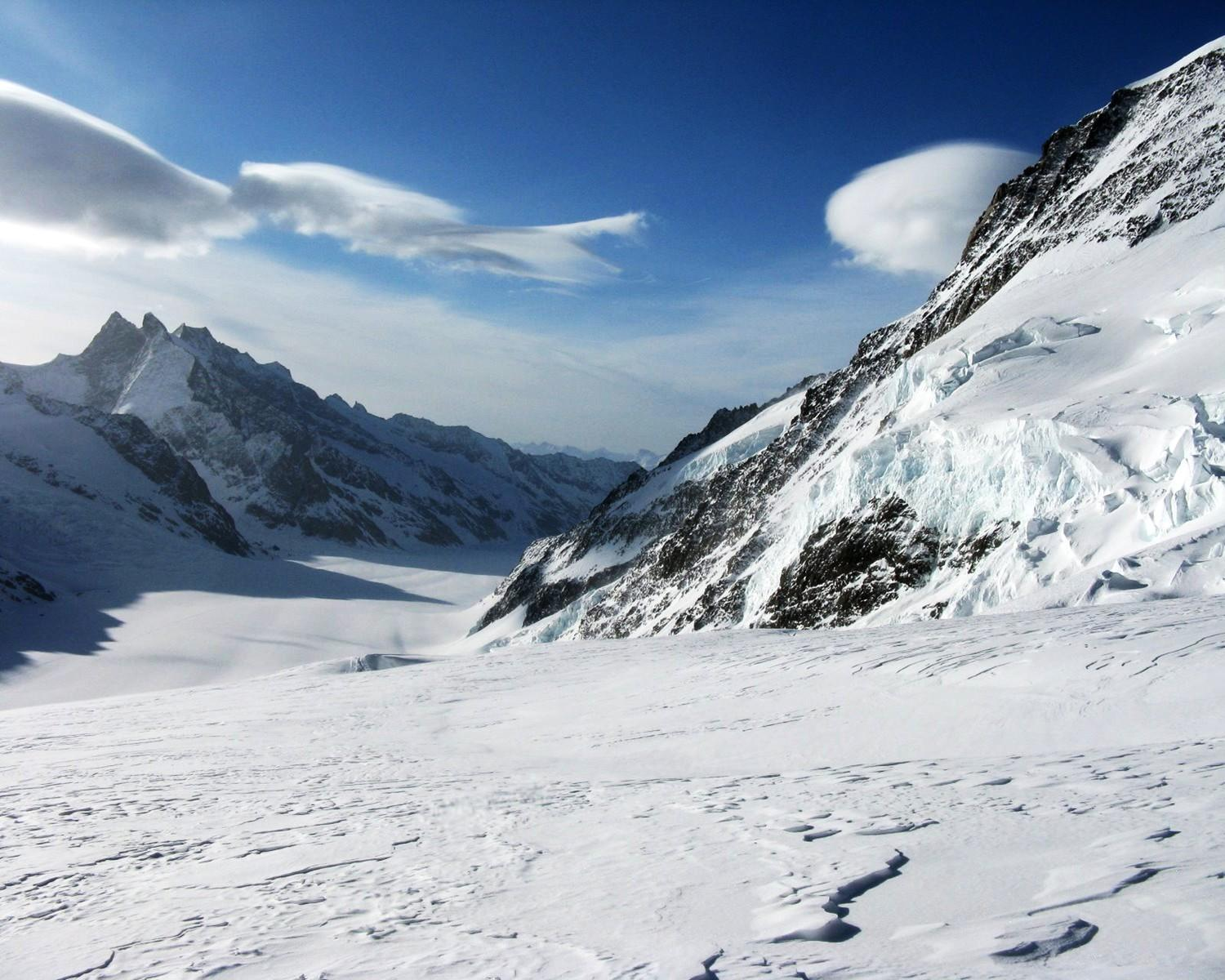
Alt Nieva Jungfraufirn prop de la Jungfraujoch

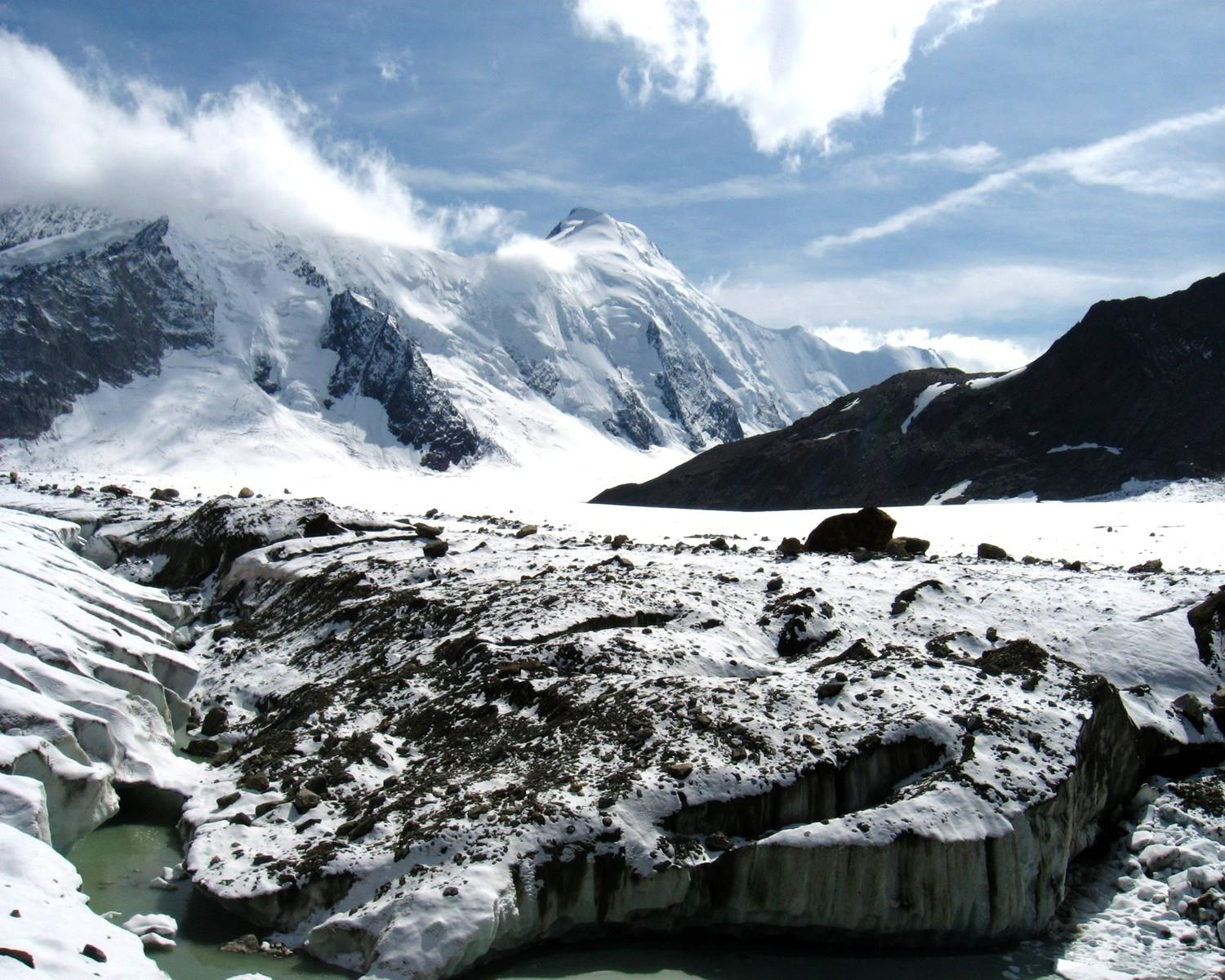
A Concordia

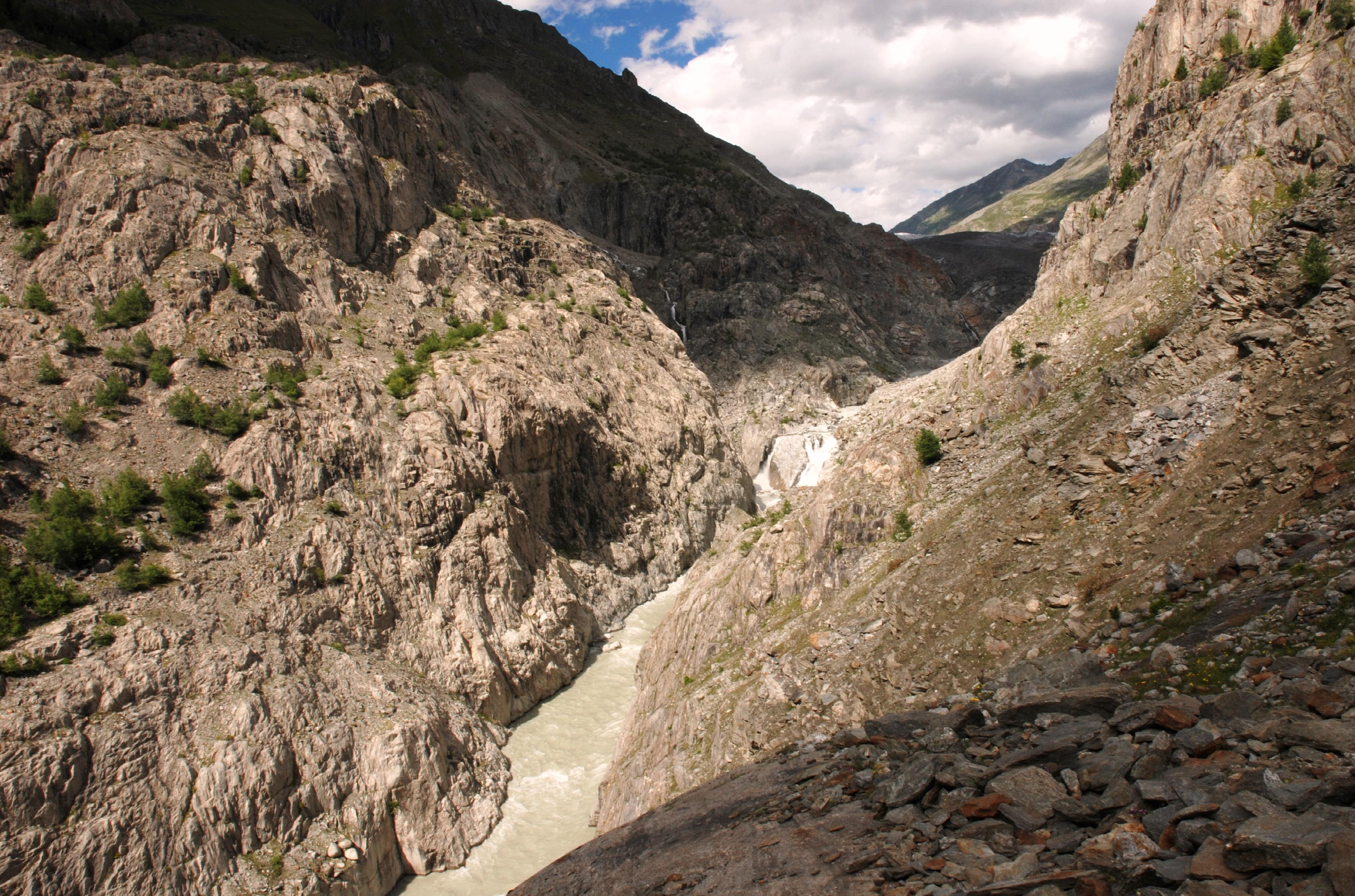
El començament de la Massa riu (la glacera és visible a la dreta)

Descendent, des de la Plaça de la Concordia, a continuació la glacera es dirigeix cap a la vall de l'Alt Roine; a la banda esquerra (est), prop de Bettmeralp, es troba un llac glaciar, Llac Marjela a (2.350 m), a la part dreta es troben les glaceres de Mittelaletsch i Oberaletsch. Al final de la glacera, per sota de les aldees de Belalp (a l'oest) i Riederalp, inicia el riu Massa. El riu flueix a través de gorges i a través del Llac Gibidum abans d'arribar al Roine prop de Brigadier.

## Turisme
L'àrea de la glacera Aletsch i algunes valls circumdants es troben a la llista del Patrimoni Mundial de la Humanitat per la UNESCO, per la qual cosa està protegida i les seves instal·lacions són en la seva majoria zones extremadament restringides. La regió entre el Belalp, Riederalp i Bettmeralp (que s'anomena Regió d'Aletsch) a Valais dona accés a la part inferior de la glacera. El Bettmerhorn i Eggishorn són populars punts de vista i es pot accedir en telefèric. El riu Massa, pot ser travessat des de 2008 per un pont penjant, el que permet travessar entre l'esquerra i la part dreta de la glacera.
L'Estació de tren del Jungfraujoch a (3.450 m) ofereix un accés directe a la part alta de la glacera Aletsch, així com la ruta normal a la Jungfrau. Es pot arribar a partir d'Interlaken al cantó de Berna. Excursions a la Glacera es poden fer amb l'ajuda dels refugis de muntanya de Konkordia Hut o l'Hollandia Hut, que amb temps inclus permeten arribar a altres glaceres del massís.
A la Riederfurka, a 2065 metres entre Riederalp i la glacera, es troba la histórica Villa Cassel, ex residència d'estiu de molts famosos i influents convidats del món de la política i les finances. La casa és ara un dels centres de l'organització ambiental Pro Natura, que acull una exposició permanent sobre el lloc.

## Imatges Panoràmiques

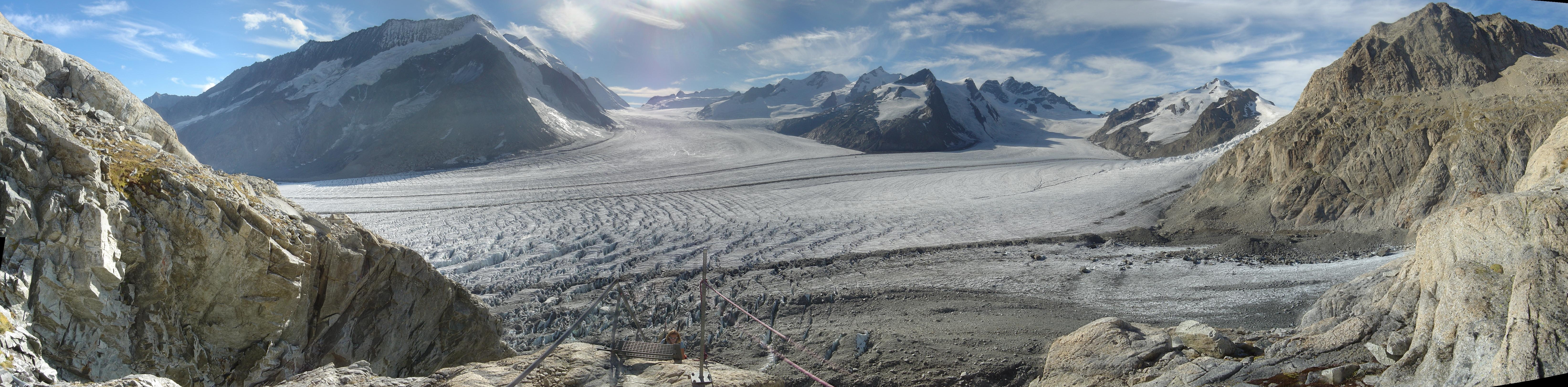
La Glacera d'Aletsch i la Plaça Concòrdia des del Refugi Konkordia

També a la desembocadura del Konkordiaplatz hi ha el petit però important Grüneggfirn de (3 km de llarg i una mitjana de 600 m d'amplada). Aquest Firn està connectat amb el pas sobre la glacera de Grünhornlücke de (3.280 m d'altitud) a la Glacera de Fiesch a l'est.
Des de la Konkordiaplatz, la glacera d'Aletsch té una amplada d'aproximadament 1,5 km i es mou a una velocitat de 180 m per any cap al sud-est en curs cap a la vall del Roine, vorejant el Dreieckhorn a l'oest i el gran Wannenhorn a l'est. A continuació, pren un gran gir a la dreta i es dobla cada vegada més estreta cap al sud-oest, que travessa la vora de la Eggishorn i Bettmerhorn a la vall del Roine. La menor part de la gran glacera Aletsch és en gran part cobertes de detritus de les morenes lateral i medial. La glacera del dit del peu que actualment es troba a uns 1.560 m d'altitud, molt per sota de la línia arbòria. Els fluxos del riu Massa brollen d'aquí, i encara que el canó de Massa Canó i és utilitzat per generar energia hidroelèctrica. Es continua a través de la meitat superior del Brig, fins a entrar en el Roine.

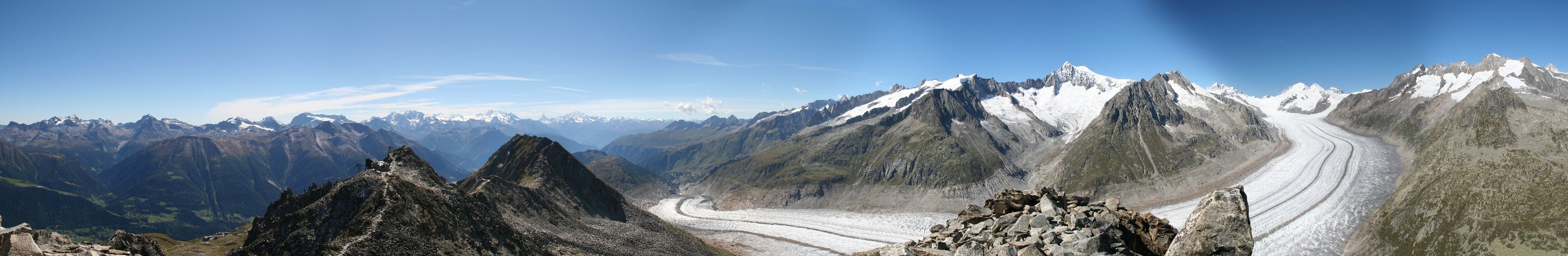
glacera Aletsch d'Eggishorn (setembre 2007)

La gran glacera d'Aletsch mostra una considerable coberta de gel. A la Konkordiaplatz, té una coberta de gel de més de 900 m, però a mesura que es mou cap al sud, la major part del gel es fon, disminuint gradualment la cobertura fins cap a 150 m.
La característica mitjana bruna fosca, situada gairebé a la meitat de la glacera, és prolongat en dues bandes de la Konkordiaplatz al llarg de tota la longitud als peus de la glacera de la zona. Aquesta mitjana s'obté de les morenes el gel de tres grans camps de gel, que executen a la vegada. La morrena medial occidental ha estat anomenat Kranzbergmoräne, i l'extrem oriental porta el nom de Trugbergmoräne.

## Formació i evolució

Lleu retrocés i aprimament pot ser vist entre 1990 i 2000

La glacera d'Aletsch és el resultat de l'acumulació i compactació de la neu. Les glaceres en general, on hi ha la neu i el gel que es genera en excés per l'acumulació de la neu i gel en la part superior sense que es fongui. Com la neu i el gel que arriba a engrossir un punt en què comença a moure's a causa d'una combinació de gravetat i la pressió de la neu i el gel que cobreix.
Durant els últims períodes glacials, la glacera d'Aletsch va ser molt més gran que ara, 18.000 anys enrere, la part inferior de la carena, entre la glacera i Riederalp, va ser completament cobert pel gel. Només els cims de la Bettmerhorn, Eggishorn i la Fusshörner estaven per sobre de la glacera. Després d'un temps, més endavant la glacera fa 11.000 anys durant la darrer període glacial. La glacera assolir la vall del Roine, i el seu gel, la Riederfurka. Les morenes romanents encara són visibles al Bosc d'Aletsch.
Des de l'última glaciació, la glacera es va retirar en general. Tanmateix lleugera ocorregut canvis climàtics i, en 1860, la glacera més llarg va ser de 3 quilòmetres de gel i el nivell de 200 metres més alt.
Com per a moltes altres glaceres els registres mostren un important tendència cap al retrocés al llarg termini.
El 18 d'agost de 2007, el fotògraf Spencer Tunick utilitzà centenars de persones nues en una "escultura" a la glacera d'Aletsch en una sessió de fotografies destinades a cridar l'atenció sobre l'escalfament de la Terra i la disminució de les glaceres del món. La temperatura era d'aproximadament 10 °C en el moment de la sessió de fotos. Els 600 participants en la disminució de glaceres com a voluntaris per Tunick (una col·laboració amb Greenpeace) per donar a conèixer al món els efectes de l'escalfament global sobre la fusió de les glaceres suïsses. La glacera Aletsch retrocedit per convertir ((| 100 | m | p | = abbr a)) entre 2005 i 2006.